# 吉田哲郎
吉田 哲郎（よしだてつろう、1979年8月23日 - ）は、日本の体操指導者。静岡県静岡市出身、静岡大学卒業。
動画、画像等によってアクロバット系の身体操作術理論を礎としたサイトを公開している。コンテンツの一部は書籍化されている（次節を参照）。身体操作技をネット公開する先鞭を付けた人物とされる。
静岡朝日テレビカルチャースクールにてアクロバット技の講師を務めた。現在は退任。

## 書籍
いずれも監修（国立国会図書館サーチによる）。
- 『バク転完全攻略本』スタジオタッククリエイティブ、2010年、ISBN 978-4883934362
- 『ハンドスプリング完全攻略本 前転とび』スタジオタッククリエイティブ、2011年、ISBN 978-4883934362